# 杜伊達-馬拉瓦卡國家公園
杜伊達-馬拉瓦卡國家公園（西班牙語：Parque nacional Duida-Marahuaca）是委內瑞拉的國家公園，位於該國南部，由亞馬遜州負責管轄，面積2,100平方公里，始建於1978年12月12日，每年平均降雨量約4,000毫米。

## 外部連結
- Parque Nacional Cerros Duida y Marahuaca a-venezuela.com
- Parque Nacional Duida-Marahuaca mipunto.com